# Ban Biao
Ban Biao (班彪S, Bān BiāoP, Wade-Giles: Pan Piao) (Xianyang nello Shaanxi, 3 – 54) è stato uno storico e un funzionario imperiale cinese durante la Dinastia Han.
Suo padre era fratello della concubina Ban (班婕妤T, Bān JiéyúP), famosa poetessa e esperta di Classici che fu concubina dell'imperatore Cheng.
Ban Biao fu incaricato di scrivere la storia della dinastia Han, e a tale fine iniziò la scrittura del classico divenuto noto come Libro degli Han (汉书S, Hàn ShūP). Alla sua morte l'opera non era ancora compiuta, la sua redazione venne portata a termine dal figlio maggiore Ban Gu e dalla figlia minore Ban Zhao. Ban Biao ebbe anche un altro figlio che divenne un famoso generale sotto la dinastia Han, Ban Chao